# Centro de Furacões do Pacífico Central
O Centro de Furacões do Pacífico Central (CPHC) é uma agência controlada pelo Serviço Nacional de Meteorologia dos Estados Unidos que oficialmente responsável por monitorar e seguir ciclones tropicais, assim como emitir recomendações, alertas e avisos sobre eles, tendo como área de responsabilidade o Oceano Pacífico centro-norte, ao norte da Linha do Equador e entre a Linha Internacional de Data e o meridiano 140°O, ou seja, principalmente o arquipélago do Havaí. A agência está localizada em Honolulu, Havaí.

## Ver também

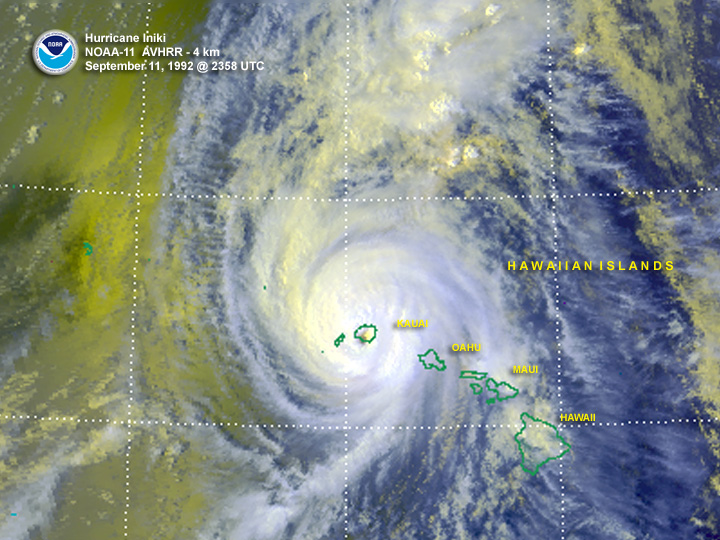
O furacão Iniki atingindo diretamente o Havaí. Iniki foi monitorado e seguido pelo CPHC em 1991.